# Harușa, Turiisk
Harușa (în ucraineană Гаруша) este un sat în comuna Kliusk din raionul Turiisk, regiunea Volînia, Ucraina.

## Demografie
Componența lingvistică a localității Harușa
     Ucraineană (98,88%)
     Rusă (1,12%)
Conform recensământului din 2001, majoritatea populației localității Harușa era vorbitoare de ucraineană (98,88%), existând în minoritate și vorbitori de rusă (1,12%).